# Jacques Baurein
Œuvres principales
Variétés Bordeloises (1784-1786)
Jacques Baurein, souvent appelé l'abbé Baurein, est un prêtre, historien et géographe français, né le 16 juillet 1713 à Bordeaux où il est mort le 23 mai 1790.

## Biographie
Jacques Baurein, fils d'Anatole Baurein, confiseur, et de Jeanne Bourbon, naquit le 16 juillet 1713 à Bordeaux, paroisse Sainte-Eulalie.
Au sortir du séminaire Saint-Raphaël de Bordeaux, en 1739, il fut nommé vicaire à Cissac puis à Saint-André-de-Cubzac et, rentré à Bordeaux en 1754, s'occupa dès cette époque de classer les archives de la paroisse Saint-Michel.
Peu après, il fut attaché en qualité de feudiste à la commanderie de Malte, et les travaux spéciaux qu'il dut effectuer en cette qualité développèrent en lui le goût des travaux paléographiques et historiques, auxquels, dès lors, il se consacra tout entier.
Membre de l'Académie de Bordeaux en 1761, il se lia d'amitié avec l'abbé Jaubert et donna, en 1765, le plan d'une histoire de la Guyenne. Il trouva, dans sa nomination de bénéficier de l'église Sainte-Eulalie, le moyen de pouvoir au moins travailler à l'abri du besoin. Il habitait derrière l'église Saint-André un très humble logement, tout encombré de liasses de documents, où il vivait avec une vieille gouvernante et un chien fidèle.
Grâce à un labeur assidu, il entassa les travaux, les inventaires, les mémoires, les notes, ensemble précieux d'histoire locale, dont une partie a été dévorée par les incendies de l'Hôtel de Ville, mais dont la plus grande part existe encore en manuscrit à la Bibliothèque de Bordeaux et aux Archives départementales et municipales.
Son ouvrage le plus connu, et dont la renommée est née bien après la mort de l'auteur, est intitulé Variétés bordeloises. Il fut publié de 1784 à 1786 et a été réimprimé en 1876, par les soins de l'avocat Georges Méran, avec un succès que l'abbé Baurein n'avait jamais connu de son vivant. Il était, en outre, si pauvre qu'il avait donné ses manuscrits et sa bibliothèque aux Feuillants, afin d'assurer sa sépulture dans leur église. Cependant, s'il vécut oublié, il vécut heureux dans sa laborieuse obscurité, et sa vie fut, par un juste honneur, résumée en ces mots Homme vertueux, savant modeste, travailleur infatigable.
L'abbé Baurein décéda rue du Hâ le 23 mai 1790.
La personnalité de Jacques Baurein est décrite par Jean de Saint-Amans dans son « Voyage dans les Landes ». Il a écrit :

« J’ai connu dans ma jeunesse ce digne homme, trésorier de l’académie des sciences de Bordeaux. J’admirois dans Baurein l’érudition unie à la plus douce aménité, et une simplicité de caractère qui retraçoit les mœurs antiques. Il est toujours présent à mes yeux : je le vois encore au milieu de ses vieux livres, de ses liasses de papiers indéchiffrables. Je peindrois son obscur réduit, situé, si je ne me trompe, derrière l’église de Saint-André, et le chien fidèle et la vieille gouvernante à qui, le maître compris, tout étoit soumis dans la maison, dont elle avoit la haute police. Si rien n’étoit plus singulier que ce ménage, rien aussi n’étoit plus touchant que la parfaite union et l'inaltérable tranquillité dont il étoit l’image. Le vénérable Baurein y trouvoit le bonheur, après lequel la plupart des gens de lettres ont vainement soupiré, celui de pouvoir s’occuper paisiblement de l’objet de leurs recherches. Il étoit heureux chez lui ; il étoit encore heureux dans la société, parce qu’il y portoit, comme dans la vie domestique, la modestie du mérite, le calme et la simplicité de la vertu. »

## Son œuvre
Il a participé à l'inventaire sommaire des registres de la Jurade de Bordeaux (1520-1783) à la suite de l'arrêt du Conseil d'État du 29 octobre 1751 (délibération de la Jurade de 1751-1752, BB 119). Cet inventaire est précieux puisqu'il comporte les transcriptions intégrales de documents disparus dans l'incendie des Archives municipales de Bordeaux de 1862.
En 1758, il publie divers travaux dans le Journal « Recueil d’annonces, affiches et avis divers pour la ville de Bordeaux » qui lui ouvrent les portes de l’Académie de Bordeaux dont il devient membre le 9 juin 1761.
Son œuvre majeure est : Variétés bordeloises : ou essai historique et critique sur la topographie ancienne et moderne du diocèse de Bordeaux, publié en six tomes entre 1784 et 1786. Cet ouvrage est une compilation des réponses à un questionnaire envoyé aux curés de toutes les paroisses girondines, comportant plus de cinquante questions très précises sur l'aménagement du territoire, le patrimoine architectural présent et passé, les ressources économiques, la population et ses activités, les chemins ainsi que les traditions locales.
Une nouvelle édition fut publiée en 1876 en trois tomes, avec une préface par l'avocat Georges Méran et une table alphabétique et détaillée par le marquis de Castelnau d'Essenault (1822-1905), avocat à Paillet (Gironde), membre de l'Académie de Bordeaux en 1876, et en complément, un quatrième tome Recherches sur la ville de Bordeaux (mémoires, essais et dissertations), par l'abbé Baurein, œuvres inédites, avec une introduction par M. Georges Méran.
Ces dix tomes sont tous consultables en ligne :
- Première édition[7] de 1784 : Tome I, Tome II, Tome III, Tome IV, Tome V, Tome VI.
- Deuxième édition[8] de 1876 : Tome 1, Tome 2, Tome 3, Tome 4

Une table alphabétique des noms de personnes et de localités, établie par le marquis de Castelnau d'Essenault, se trouve dans le tome 3 de la seconde édition, pages 441 à 500..
Il existe une quarantaine de manuscrits, écrits entre 1758 et 1790, dans les collections de la bibliothèque municipale de Bordeaux.

## La portée de son œuvre
Les six tomes de Variétés bordeloises sont, même aujourd'hui, une source majeure d'information sur la situation historique de nombreuses communes de la Gironde et ont servi de sources de référence à presque toutes les monographies et études sur les communes qui correspondent aux anciennes paroisses. Le secteur géographique concerné est principalement : la rive gauche de la Garonne, le Médoc, le pays de Buch (Bassin d’Arcachon), l’archiprêtré du Cernès et quelques paroisses du Bazadais.
On y trouve une foule de détails relatifs à certaines paroisses du Bordelais, telles qu’elles ont pu être observées à la fin du XVIIIe siècle. Il est question d’histoire, de géographie, d’économie, de botanique.
Son grand projet : présenter les richesses de Bordeaux et de sa région. Il a eu l’idée de demander aux curés des paroisses du diocèse de Bordeaux de répondre à un questionnaire. Ce questionnaire, que l'on peut lire dans la préface du premier volume de 1784 ou dans la réédition de 1876, comporte plus de cinquante questions bien précises :
- 10 questions concernent l'église de la paroisse, des inscriptions, mausolées, des fortifications ; d'autre édifices religieux, soient existants ou vestiges etc.
- 5 questions sur l'administration religieuse de la paroisse.
- 3 questions sur les noms des hameaux et villages qui forment la paroisse, la population.
- 7 questions sur la nature géographique de la paroisse (forêts, rivières, vallées etc.)
- 5 questions sur les paroisses limitrophes, distance entre villes voisines et villages et hameau de la paroisse.
- 8 questions sur les routes, chemins, ports et rivières qui traversent la paroisse.
- 5 questions sur les marchés, les productions de denrées dans la paroisse.
- 4 questions sur les châteaux et maisons nobles dans la paroisse.
- 1 question sur les fontaines, eaux minérales, fossiles et Histoire Naturelle.
- 6 questions sur le progrès des dunes, l'érosion des côtes.
- 4 questions sur les traditions locales.

Ce questionnaire a été imprimé et envoyé, de la part de l’Archevêque, Ferdinand-Maximilien-Mériadec de Rohan, à tous les curés du Diocèse de Bordeaux.
Les réponses, publiées dans les six tomes des « Variétés bordeloises», présentent les paroisses :
Livres 1 - 2 - 3 : celles du Médoc
Livres 4 - 5 : celles de l’archiprêtré de Cernès (Pays des Graves et Landes de Cernès)
Livre 6 : quelques-unes de l’archiprêtré de Cernès et celles de l’Archiprêtré de Buch et Born (Arcachon).
Pour des raisons que Baurein explique dans la préface du premier tome, les descriptions ne sont pas classées alphabétiquement. Donc pour consulter des descriptions d'une paroisse il est préférable d'utiliser l'édition de 1876, avec l'index établi par Castelnau d'Essenard.